# Porzún
Porzún  ist ein Weiler in der Gemeinde Vegadeo der Autonomen Region Asturien in Spanien.

## Geographie
Porzún hat 30 Einwohner (2020) auf einer Fläche von 19,7 km². Die nächste größere Ortschaft ist Vegadeo, der 2,5 km entfernte Hauptort der gleichnamigen Gemeinde. Das Dorf gehört zu dem  Parroquia Piantón.

## Verkehrsanbindung
Porzún ist über die AS-22 und die Ve-1 erreichbar.

Anbindungen über ein Flugzeug bestehen über die beiden Flughäfen: Rozas 29 km,  Oviedo 42 km.

## Klima
Angenehm milde Sommer mit ebenfalls milden, selten strengen Wintern. In den Hochlagen können die Winter durchaus streng werden.

## Sehenswürdigkeiten
- Kapelle San Isidro de La Saleta
- Einsiedelei San Román
- Reserva Natural Parcial de la Ría del Eo (Naturpark)